# فرانس-الیویه ژیزبر
فرانس-الیویه ژیزبر (فرانسوی: Franz-Olivier Giesbert‎؛ زادهٔ ۱۸ ژانویهٔ ۱۹۴۹) یک روزنامه‌نگار و رمان‌نویس اهل فرانسه است. بین سال‌های ۱۹۸۸ تا ۲۰۰۰ میلادی وی در روزنامه فیگارو فعالیت می‌کرد.
وی همچنین برنده جوایزی همچون جایزه بزرگ رمان فرهنگستان فرانسه (۱۹۹۲) و جایزه انترالیه (۱۹۹۵) شده است.